# Susanna Kallur
Susanna Elisabeth Kallur (Huntington (New York), 16 februari 1981) is een Zweedse voormalige atlete, die was gespecialiseerd in het hordelopen en de sprint. Zij was lid van het Zweedse Falu IK. Zij nam tweemaal deel aan de Olympische Spelen, maar behaalde bij die gelegenheden geen medailles. Ze was wereldindoorrecordhoudster op de 60 m horden van 2008 tot 2024. Ze is getrouwd met ijshockeyspeler Klas Aspling.

## Biografie
Susanna was niet de enige sportieveling in haar familie. Haar tweelingzus, Jenny, deed eveneens aan hordelopen. Hun vader Anders Kallur was een ijshockeyspeler bij de New York Islanders. Daardoor zijn Jenny en Susanna in New York (VS) geboren. Hun moeder, Lisa, was een professionele volleybalspeelster. Susanna is enkele minuten jonger dan Jenny, die Susanna (of Sanna, zoals ze in Zweden wordt genoemd) nooit heeft verslagen. Ze hebben ook nog een jongere broer Martin, die in 2007 4,21 m hoogsprong met het polsstokhoogspringen. De twee zussen hebben gestudeerd aan de Universiteit van Illinois, VS.

## In het begin
De zusjes Kallur kwamen door hun vader vanzelf in de sportwereld terecht. De eerste sport die Susanna beoefende was turnen en niet atletiek. Toen Susanna en Jenny Kallur in 1996 deelnamen aan een scholencompetitie, ontdekte een lokale clubleider hen en zo besloten zij om aan atletiek te gaan doen. Een andere factor was dat het Zweedse indoorkampioenschap werd gehouden in een naburig gelegen stadje, Borlänge.
Susanna was bezeten van de 100 m, de 200 m en de 100 m horden. Op vijftienjarige leeftijd begon ze in competitieverband. Op zeventienjarige leeftijd won ze een bronzen medaille op de horden bij de wereldkampioenschap voor junioren in Annecy (Frankrijk). In datzelfde jaar, 1998, won ze goud op het Zweedse outdoorkampioenschap met een tijd van 13,48 s, waarna zij haar tijd verbeterde (13,40) en vijfde werd op de Europese outdoorkampioenschappen voor junioren, waar ze ook deelnam aan de 4 x 100 m estafette.
De eerste gouden medaille in een serieuze competitie veroverde Susanna Kallur in 2000, tijdens de WK voor junioren in Santiago op de 100 m horden. Haar tijd werd verbeterd tot 13,02 en ze begon aan senioren-competities deel te nemen.

## 2001-2002
In het academische jaar 2001-2002 startten de zusjes Kallur met hun studie aan de Universiteit van Illinois, VS. In 2001 verbeterde Susanna haar persoonlijk record aanzienlijk tot 12,74. Ook nam ze deel aan de wereldkampioenschappen te Edmonton, evenals aan de Europese kampioenschappen voor atleten onder 23 jaar te Amsterdam, waar ze een eerste plaats bereikte met een resultaat van 12,96. De tweede plaats werd bezet door haar tweelingzus Jenny; haar resultaat was 13,19. In 2002 was haar belangrijkste prestatie een finaleplaats op de Europese kampioenschappen te München, waar ze een zevende plaats bereikte met 13,09. Vervolgens besloten Susanna en Jenny om zich geheel aan Zweden te gaan wijden.

## 2003
Het seizoen 2003 begon met succes voor Susanna. In haar eerste kampioenschap liep ze 7,90 s op de 60 m horden. Op het Zweedse outdoorkampioenschap won ze zilver op de 100 m sprint en goud op de 100 m horden. Op de WK in Parijs werd ze zesde in de halve finale op de 100 m horden met een tijd van 12,94 s..

## 2004
In vergelijking met het voorgaande seizoen begon 2004 ietwat minder voor Susanna. Ze nam aan verschillende indoorcompetities deel, maar haar tijd op de 60 m horden bedroeg rond de 8 seconden. In het begin van de maand mei kreeg Susanna last van een spierblessure, waardoor haar deelname aan de Olympische Spelen in Athene twijfelachtig werd. Na haar herstel en een onderbreking van het seizoen nam ze deel aan het Zweedse kampioenschap, waar haar tijd, 12,83, voldoende werd bevonden om deel te nemen aan de Olympische Spelen van Athene. Hier bereikte ze de halve finale, waarin zij met een tijd van 12,67 zevende werd.

## 2005
Op de Europese indoorkampioenschappen te Madrid werd Susanna Kallur op de 60 m horden Europees kampioene. Haar tijd bedroeg 7,80. Haar zus Jenny werd tweede. Op de WK te Helsinki bereikte Susanna de halve finale. Tijdens die halve finale was het weer zeer slecht, regen, wind (3,3 m/s). In tegenstelling tot haar zus, die in de andere halve finale zat, kon Susanna zich niet plaatsen voor de finale. Op het Zweeds kampioenschap te Helsingborg voorzag ze zich van twee extra gouden medailles op de horden. In het jaarlijkse Fins-Zweedse kampioenschap (Finnkampen) won ze de 100 m na een persoonlijk record van 11,42!

## 2006
Het seizoen begon voor haar op 28 januari in Glasgow, waar ze de 60 m horden won in 7,86. Daarna nam ze deel aan de wereldindoorkampioenschappen, met een bronzen medaille als resultaat. Op 10 augustus werd ze in het Zweedse Göteborg eerste op de 100 m horden en dus Europees kampioene in haar thuisland Zweden

## 2007
Het indoorseizoen 2007 begint alvast zeer succesvol voor Susanna. Op 15 januari wint zij de Jerringpriset. Vervolgens wint zij in Glasgow, waar ze op 27 januari met het Zweedse atletiekteam een interland (Norwich Union International) afwerkt, zowel de 60 m horden (7,90) als de 60 m (7,25) en dat in 40 minuten. Op die 60 m vestigt ze tevens een persoonlijk record. Enkele dagen later (31 januari) wint ze net als in Glasgow in Göteborg de dubbel op de Eurojump: de 60 m in 7,28 en de 60 m horden in 7,98. Vervolgens is het op 3 februari alweer prijs. Susanna wint de 60 m horden bij de Sparkassen-Cup te Stuttgart met een beste wereldjaarprestatie van 7,88. Het indoortoernooi in Karlsruhe moet ze voorbij laten gaan vanwege een kleine blessure.
Kallur raast door het indoorcircuit. Na haar vorige overwinningen wint ze nu ook de 60 m horden in (7,94) op het GE Gala in Stockholm (Globe Arena, 20-02-2007). Tijdens de EK indoor in Birmingham behaalt ze op 2 maart 2007 een gouden medaille op de 60 m horden (7,89). In de halve finale van de 60 m horden zet ze een nieuwe beste wereldjaarprestatie (7,84) neer. In de 60 m bereikt ze de finale en wordt hierin zevende in een tijd van 7,29. Die finale wordt overigens gewonnen door Kim Gevaert.
Op vrijdag 15 juni 2007 nam ze deel aan haar eerste wedstrijd van het zomerseizoen en het was meteen al een Golden League-wedstrijd. Hierin finishte ze 2de na Michelle Perry in een tijd van 12,76. Na enkele keren achter deze Michelle Perry te eindigen, lukte het Kallur dan eindelijk om haar te verslaan. Dit gebeurde op dinsdag 7 augustus 2007 op het DN Galan in Stockholm. Susanna won de race in 12,66 voor Michelle Perry die 12,77 had gelopen.
Haar laatste voorbereidingen op de WK in Osaka waren de Zweedse kampioenschappen. Hier deed ze enkel de 100 m horden en met succes. In de finale was er wat regen en tegenwind, toch liep Kallur een tijd van 12,90.
Op datzelfde WK in Osaka liep Susanna zich gemakkelijk naar de finale door haar serie en vervolgens haar halve finale te winnen. In die finale werd Susanna vierde in een persoonlijk record: 12,51. Michelle Perry verlengde haar wereldtitel van 2005. In die finale raakte Perry Kallur, waardoor deze uit evenwicht kwam en net over de lijn ten val kwam. Ook kwam Perry in Kallurs baan op het moment dat ze de horde passeerde en dus Kallur hinderde. De Zweedse atletiekfederatie diende een klacht in, maar volgens de officials was dit te laat en behield Perry haar wereldtitel.
Na het WK vertrok Susanna terug naar Falun, waar ze zich voorbereidde op de komende wedstrijd uit de Golden League cyclus. Zürich was het toneel en Kallur zorgde er daar voor, dat Michelle Perry de jackpot van 1 miljoen euro aan haar neus voorbij zag gaan. Kallur won in 12,66 en ze wist de goede vorm mee terug te nemen naar Zweden, waar de traditionele Finnkampen werden gehouden, de wedstrijd tussen Finland en Zweden. Kallur liep er 12,80 en won.
Op de een na laatste Golden League wedstrijd van het seizoen, de Memorial Van Damme te Brussel, deed Susanna weer mee, net als Michelle Perry, en zij won in 12,52. Haar goede vorm bleek twee dagen later nogmaals, toen ze de laatste Golden League-wedstrijd van het seizoen in Berlijn met grote overmacht wist te winnen, met een voorsprong van 0,18 seconde op nummer twee, Perry. Haar winnende tijd was tevens een persoonlijk record van 12,49. Bij de Wereldatletiekfinale in Stuttgart van 22 september werd ze vervolgens gediskwalificeerd wegens een valse start.

## 2008
Dit seizoen begon alvast geweldig voor Kallur. Zij won op haar openingswedstrijd, de Norwich Union International in Glasgow, de 60 m horden in 7,81, een tijd die 1/100 boven haar persoonlijke en Zweedse record lag. Enkele dagen later in Göteborg, op het Samsung Galan, verbeterde ze dit Zweedse record tot 7,75, wat trouwens een tijd was die slechts 6/100 boven het wereldrecord lag! Over dat wereldrecord zei ze dat dit geen doel was, want ze had uit vorig seizoen geleerd dat men zichzelf zo té veel druk oplegde. Kallur bleek alvast klaar te zijn voor de WK indoor te Valencia en de aanloop naar Peking was gezet! Ook in Stuttgart woin Kallur in een Zweeds record 7,72, slechts 3/100 van het wereldrecord!
In Valencia had Kallur pech; in de halve finale moest ze opgeven door een blessure. Dit was het begin van al het blessureleed dat ze de rest van de zomer kende. Ze haalde wel Peking, waar ze de halve finales bereikte. Maar ook hier had ze pech door te snel de eerste horde te nemen, waardoor ze viel. Kallur liep hierna nog één wedstrijd in 2008 en probeerde vervolgens te herstellen van een blessure. Uiteindelijk bleek het een stressfractuur te zijn in het scheenbeen. Dezelfde blessure als haar zus, die hierdoor heel 2008 had moeten missen.
In november kozen de twee zussen om zich te laten opereren in de VS, de een aan het linkerbeen en de ander aan het rechterbeen. Hierdoor misten ze niet alleen het indoorseizoen van 2009, maar moesten zij ook het WK in Berlijn in augustus 2009 aan zich voorbij laten gaan.

## Wereldrecord
Op 10 februari 2008 lukte ten slotte wat zich al enige tijd aankondigde: in Karlsruhe liep Kallur de 60 m horden in 7,68, een wereldrecord indoor.

## Titels
- Europees kampioene 100 m horden - 2006
- Europees indoorkampioene 60 m horden - 2005, 2007
- Zweeds kampioene 100 m - 2005
- Zweeds kampioene 100 m horden - 1998, 2000, 2002, 2003, 2004, 2005, 2007
- Zweeds indoorkampioene 60 m - 2005
- Zweeds indoorkampioene 60 m horden - 1998, 1999, 2000, 2003, 2004, 2005, 2006
- Europees kampioene U23 100 m horden - 2001
- Wereldkampioene junioren 100 m horden - 2000

## Persoonlijke records
Outdoor
| Onderdeel    | Prestatie | Datum             | Plaats   | Extra         |
| ------------ | --------- | ----------------- | -------- | ------------- |
| 100 m horden | 12,49     | 16 september 2007 | Berlijn  | Golden League |
| 100 m        | 11,30     | 22 augustus 2006  | Malmö    | MAI Galan     |
| 200 m        | 23,32     | 28 augustus 2005  | Göteborg |               |
| 800 m        | 2.27,87   | 6 september 1998  | Huddinge |               |

Indoor
| Onderdeel   | Prestatie | Datum            | Plaats     | Extra            |
| ----------- | --------- | ---------------- | ---------- | ---------------- |
| 60 m        | 7,24 s    | 3 maart 2007     | Birmingham |                  |
| 50 m horden | 6,67 s    | 21 februari 2008 | Stockholm  | NR               |
| 60 m horden | 7,68 s    | 10 februari 2008 | Karlsruhe  | ex-WR; ex-ER; NR |

## Progressie 100 m horden
- 2008 - 12.54 (Berlijn, 01-06)
- 2007 - 12,49 (Berlijn, 16-09)
- 2006 - 12,52 (Rome, 14-07)
- 2005 - 12,65 (Hengelo, 29-05)
- 2004 - 12.67 (Athene, 23-08)
- 2003 - 12,88 (Bydgoszcz, 20-07)
- 2003 - 12,88 (Enschede, 24-05)
- 2002 - 12,94 (Madison, 18-05)
- 2001 - 12,74 (Edmonton, 09-08)
- 2000 - 13,02 (Santiago, 19-10)
- 1999 - 13,41 (Stockholm, 30-07)
- 1998 - 13,48 (Zweeds kampioenschap)
- 1997 - 14,11

## Palmares
- 2007: 4e, Wereldkampioenschap Outdoor Osaka, 100 m horden (12,51)
- 2007: 1e, Zweeds Outdoor kampioenschap Eskilstuna, 100 m horden
- 2007: 7e, EK Indoor Birmingham, 60 m
- 2007: 1e, EK Indoor Birmingham, 60 m horden
- 2007: 1e, Zweeds indoorkampioenschap, 60 m horden
- 2006: 1e, EK Outdoor Göteborg, 100 m horden
- 2006: 3e, WK Indoor Moskou, 60 m horden (7,87)
- 2006: 1e, Zweeds indoorkampioenschap, 60 m horden
- 2005: 3e in de halve finale, WK Outdoor Helsinki, 100 m horden (13,05)
- 2005: 1e, Zweeds Outdoor kampioenschap, 100 m horden
- 2005: 1e, Zweeds Outdoor kampioenschap, 100 m
- 2005: 1e, EK Indoor Madrid (2000), 60 m horden (7,80)
- 2005: 1e, Zweeds indoorkampioenschap, 60 m horden
- 2005: 1e, Zweeds indoorkampioenschap, 60 m
- 2004: 7e in de halve finale, Olympische Spelen Athene, 100 m horden (12,67)
- 2004: 1e, Zweeds Outdoor kampioenschap, 100 m horden
- 2004: 5e, WK Indoor Boedapest, 60 m horden (7,89)
- 2004: 1e, Zweeds indoorkampioenschap, 60 m horden
- 2003: 6e in de halve finale, WK Outdoor Parijs, Saint-Denis, 100 m horden (12,94)
- 2003: 1e, EK -23 Bydgoszcz, 100 m horden
- 2003: 1e, Zweeds Outdoor kampioenschap, 100 m horden
- 2003: 2e, Zweeds Outdoor kampioenschap, 100 m
- 2003: 7e, WK Indoor Birmingham, 60 m horden (7,97)
- 2003: 1e, Zweeds indoorkampioenschap, 60 m horden
- 2002: 7e, EK Outdoor München, 100 m horden (13,09)
- 2002: 1e, Zweeds Outdoor kampioenschap, 100 m horden
- 2001: 6e in de halve finale, WK Outdoor Edmonton, 100 m horden (12,85)
- 2001: 1e, EK -23 (junioren), Amsterdam, 100 m horden (12,96)
- 2000: 1e, WK Outdoor Junioren Santiago, 100 m horden (13,02)
- 2000: 1e, Zweeds Outdoor kampioenschap, 100 m horden
- 2000: 1e, Zweeds indoorkampioenschap, 60 m horden
- 1999: 5e, EK Outdoor junioren, 100 m horden Riga (13,40)
- 1999: 1e, Zweeds indoorkampioenschap, 60 m horden
- 1998: 3e, WK Outdoor junioren Annecy, 100 m horden (13,77)
- 1998: 1e, Zweeds indoorkampioenschap, 100 m horden (13,48)
- 1998: 1e, Zweeds Outdoor kampioenschap

In 2006:
- 1e, Zweeds indoorkampioenschap
- 1e, European Indoor Cup
- 3e, WK Indoor Moskou
- 4e, Eugene
- 4e, IAAF Golden League Oslo (Bislett Games)
- 1e, Karlskrona
- 1e, Huelva
- 1e, ECP
- 1e, IAAF Golden League Parijs
- 1e, IAAF Golden League Rome (Golden Gala)
- 1e, Folksam Grand Prix Karlstad (Götagalan) 100 m
- 1e, Europees Kampioenschap outdoor Göteborg
- 5e, IAAF Grand Prix Stockholm (DN Galan)
- 4e, IAAF Golden League Brussel (Memorial Ivo Van Damme)

In 2007:
- 1e, Norwich Union International Glasgow (60 m)
- 1e, Norwich Union International Glasgow (60 m horden)
- 1e, Eurojump Göteborg (60 m)
- 1e, Eurojump Göteborg (60 m horden)
- 1e, Sparkassen-Cup Stuttgart (60 m horden)
- 1e, GE Galan Srockholm (60 m horden)
- 1e, Zweeds Kampioenschap Indoor (60 m horden)
- 1e, Europees Kampioenschap Indoor Birmingham (60 m horden)
- 7e, Europees Kampioenschap Indoor Birmingham (60 m)
- 2e, IAAF Golden League Oslo (Bislett Games)
- 1e, Europa Cup Vaasa (100 m horden)
- 3e, Europa Cup Vaasa (100 m)
- 2e, IAAF Golden League Parijs
- 2e, IAAF Grand Prix Lausanne (Athletissima)
- 3e, IAAF Golden League Rome (Golden Gala)
- 1e, Folksam Grand Prix Karlstad (Götagalan)
- 1e, IAAF Grand Prix Stockholm (DN Galan)
- 1e, Zweeds Kampioenschap Ekilstuna
- 4e, Wereldkampioenschap Osaka
- 1e, IAAF Golden League Zürich (Weltklasse)
- 1e, Finnkampen Göteborg
- 1e, IAAF Golden League Brussel (Memorial Ivo Van Damme)
- 1e, IAAF Golden League Berlijn (Istaf)

In 2008:
- 1e, Norwich Union International Glasgow (60 m horden)
- 1e, Eurojump Göteborg (60 m horden)
- 1e, Sparkassen-Cup Stuttgart (60 m horden)
- 1e, BW-Bank Meeting Kalrsruhe (60 m horden)
- 1e, Norwich Union International Birmingham (60 m horden)
- 1e, reeks WK Indoor Valencia → out in de halve finales door blessure
- 2e, Golden League Berlijn (ISTAF)
- 3e, Golden League Oslo (Bislett Games)
- 2e, reeks Olympische Spelen Beijing → out in de halve finales na val over de 1e horde